# Gabriel Mbilingi
Gabriel Mbilingi, C.S.Sp. (Andulo, 17 de janeiro de 1958) é um prelado angolano da Igreja Católica, atual arcebispo de Lubango. Foi presidente da Conferência Episcopal de Angola e São Tomé (CEAST) durante seis anos, de novembro de 2009 a novembro de 2015.

## Vida
Em 26 de fevereiro de 1984 Gabriel Mbilingi ingressou na Congregação do Espírito Santo, (latim: Congregatio Sancti Spiritus; CSSp) e recebeu a ordenação. Em 15 de outubro de 1999 ele foi nomeado pelo Papa João Paulo II como Bispo coadjutor da Diocese de Luena, em 6 de Janeiro de 2000, quando o próprio Papa o consagrou como bispo. Mais tarde, ele seguiu a renúncia de seu antecessor, José da Ascensão Próspero Puaty como bispo de Lwena, na província do Huambo. Em 2006 foi nomeado Arcebispo coadjutor da Arquidiocese do Lubango.
Em 22 de julho de 2007 a Assembléia Geral da Conferência dos Bispos para a África Austral em Luanda, elegeu-o como novo presidente da Assembleia Inter-Regional dos Bispos da África Austral (IMBISA).
Com a renúncia de Dom Zacarias Kamwenho em 6 de setembro de 2009, ele se tornou o novo Arcebispo de Lubango. Em 29 de junho de 2010, ele recebeu do Papa Bento XVI o Pálio como o novo Metropolita da Província Eclesiástica de Lubango na Basílica de São Pedro.
Desde setembro de 2013 a julho de 2019, foi o presidente do Simpósio das Conferências Episcopais da África e Madagascar.